# STMicroelectronics
A STMicroelectronics egy francia félvezető- és elektronikai vállalat, amelynek székhelye a svájci Genfben található.

## Története
Az STMicroelectronics 1987-ben jött létre két állami tulajdonú félvezetőgyártó vállalat, az olasz SGS Microelettronica (Società Generale Semiconduttori) és a Thomson Semiconducteurs, a francia Thomson SA egyik részlege egyesülésével.